# Документальный детектив
«Документа́льный детекти́в» — телевизионная программа, выходившая на ОРТ (позже на «Первом канале») с 8 июля 1997 по 1 сентября 2005 года. Многолетний сборник сюжетов известного мастера документального детективного жанра Вахтанга Микеладзе (впоследствии — и других авторов), куда входят оперативные съёмки из архивов МВД и ФСБ России, а также ранее неизвестные широкой аудитории факты нашумевших дел. Основные темы фильмов — преступления, реально бывшие в прошлом уголовные или гражданские дела, деятельность специальных служб. Выходила по пятницам в 18:25, реже с повтором в понедельник в утреннем или дневном эфире.
Производила передачу телекомпания «РТС» (с 2002 года — «Останкино»).

## О программе

Заставка программы, использовавшаяся в 2002—2005 годах

В середине 1990-х годов тележурналист, тогдашний ведущий программы «Человек и закон» на 1-м канале Останкино Юрий Краузе в поисках разнообразия формы и материалов для своей передачи решил обратиться к показу наиболее значимых и ярких документальных фильмов по её тематике в рамках её же эфирного времени. Первым из показанных фильмов оказался фильм о детской и подростковой преступности под названием «Серые цветы», который был снят институтским другом Краузе, известным кинорежиссёром и драматургом Вахтангом Микеладзе. Аналитическая образность, свойственная режиссёрскому почерку построения логики фильма, а также чисто художественная символика монтажной цепочки его фильмов, оказывающая убедительное воздействие на зрителя, впоследствии навели Краузе и Микеладзе на мысли о создании авторской документальной рубрики. Идея о постановке такой программы в эфир была одобрена руководством канала, после чего она получила своё место в сетке вещания и название «Документальный детектив».
В фильмах авторы затрагивали громкие убийства, денежные махинации, деятельность финансовых пирамид, перевозку запрещённых к вывозу из России вещей, наркоманию, контрабанду, иногда чистосердечные признания преступников (например, «Исповедь приговорённого»), хакерские атаки на банки, педофилию, преступления на бытовой почве, киднеппинг, а также тему измены Родине, шпионажа. Программа состояла из трёх частей: первая — вступительное слово авторов, основная часть — рассказ о преступлении, третья (финальная часть) — постскриптум. В каждом фильме принимали участие реальные люди, имеющие непосредственное отношение к теме передачи: сотрудники правоохранительных органов, участники судебного процесса, свидетели, пострадавшие.

## Темы некоторых передач
Первый фильм из цикла был посвящён первым взрывам в метро, произошедшим в 1977 году, — «Бомба в метро». 
Название «Документальный детектив» впервые появляется в третьем выпуске — «Западня для Шейха», который вышел в эфир в октябре 1997 года, а одноимённая заставка — в выпуске «Покушение» про Эдуарда Шеварнадзе. В дальнейшем героями и событиями, освещавшимися в цикле, становились:
- Александр Солоник («По следу Солоника»)[13]
- Сергей Головкин («Удав»)
- Ореховская преступная группировка («Чикаго на Борисовских прудах», «Чёрная метка Сильвестра»)
- Дмитрий Ворошилов («Месть лешего»)
- Пётр Машеров («Гибель Машерова: заговор или злой рок?»)[14][15]
- Олег Пеньковский («Пеньковский — агент трёх разведок»)
- Гленн Майкл Соутер («Путь на Голгофу»)
- Банда Андрея Сохина («Последняя жертва»)
- Бауманская преступная группировка («Разгром Бауманской преступной группировки»)
- Новокузнецкая преступная группировка («Время расплаты»)
- Андрей Козлено́к («Приговор: дело Козленка»)
- Михаил Загребельный («Призраки монетного двора»)[16]
- Аркадий Шевченко («Ошибка Андрея Громыко, или порывая с Москвой»)
- Валентин Сыч («Смертельный буллит»)[17]
- Виталий Курбатов («Исповедь приговорённого»)
- СОБР («Захват на Петровке», «Опережая выстрел»)
- «Вымпел» («Вымпел—рыцари спецназа»)[18]
- Детская преступность («Серые цветы 10 лет спустя»)[19]
- Ликвидации каналов поставки наркотиков в Россию («Сафари чёрных наркобаронов», «Отравленный десерт», «Героиновый дед», «Химик из Колумбии», «Поезд с героином прибывает», «Ядовитое жало: транзит из Европы», «Дьявольская колесница», «Адские родители», «Засада на таможне»)
- Банда Александра Кунгурцева («Контрольный выстрел на меже»)
- Пётр Попов («Путь к „Трианону“»)
- Максим Соломатин («Живой свидетель исключается»)
- Андрей Волхов («Дневник убийцы»)
- Юрий Гриценко («Зеленоградский Чикатило»)
- Владимир Белов («Ховринский маньяк»)
- Мария Петрова («Вооружена и очень опасна»)
- Захват заложников в Орджоникидзе 1 декабря 1988 года («Разящий бумеранг»)
- Аркадий Нейланд («В виде исключения — расстрел»)
- Сергей Пантюхов («Семья душегубов»)
- Дело ЗАО «Мосжилстрой» («Проходимцы с улицы грёз»)
- Алексей Решетов и Юрий Алёхин («Не стреляй, дядя Лёша!»)
- Реконструкция посёлка «Ухтомский» («По следу своих»)
- Сергей Медунов («Дело Медунова»)[20]
- Массовое убийство в Оптиной пустыни («Убийство в монастыре»)
- Ситуация с игорным бизнесом («Война на игровом поле»)
- Банда Сергея Захарова («Дело Обречённых»)
- Эдуард Шеварднадзе («Покушение»)
- Мурат Зязиков («Покушение. Дело 2004 года»)
- Убийство Игоря Талькова («Кто убил Игоря Талькова?»)
- Эдуард Лимонов и НБП («Суд над призраком»)[21]
- Виталий Юрченко («Свой или враг?»)[22]
- Карабашмедь, экологическая обстановка в г. Карабаш («Медные деньги»)[23][24][25]
- Убийства профессоров российских вузов («Теорема Ферма для следователей»)[26]
- Адольф Толкачёв («Агент Сфера, или 10 миллиардов серебреников»)
- Леонид Полещук («Затмение в Катманду»)
- Олег Калугин («Суперкрот. Дело генерала Калугина»)[27][28]
- Ким Филби («Покер с резидентом», «Тайная война агента Стэнли»)
- Геворк Вартанян («Восточный крест: тегеранская операция»)
- Олег Гордиевский («Побег из застенков ФБР»)[29]
- Деятельность советской нелегальной разведки («Побег из застенков ФБР», «Охота на крокодилов»)
- Евгений Нагорный («Тайна подземного склепа»)
- Убийство Георгия Гонгадзе («Шампанское для покойника»)[30]
- Михаил Устинович («Почерк Слепого»)
- Аудиопиратство («Черноморские пираты XX века»)
- Убийство Игоря Домникова, журналиста «Новой газеты». Захват Новолипецкого металлургического комбината («Красный туман»)
- Александра Полякова («Коломбо предупреждает»)
- Сергей Горшков («Навстречу выстрелу»)[31]
- Незаконная продажа за рубеж запчастей российских истребителей («Помогите украсть истребитель», «Помогите истребителю»)

## Творческая группа
Первоначально над проектом «Документальный детектив» работала только творческая группа Вахтанга Микеладзе. С 1999 года в передаче работало несколько творческих групп: Вахтанга Микеладзе, Ирины Черновой, Наталии Метлиной, Евгения Латия и Петра Гуленко.

### Творческая группа Вахтанга Микеладзе
Творческая группа Вахтанга Микеладзе работала в проекте с 1997 года. Фильмы Микеладзе, как правило, акцентируют особое внимание на тех громких преступлениях, подробности и факты которых ранее не были известны широкой аудитории. Некоторые фильмы той же творческой группы, затрагивают проблемы общегосударственного характера, общественные явления и проблемы общества. В разное время в творческой группе Вахтанга Микеладзе работали сценаристы Юрий Краузе (1997—2005), Юрий Дзарданов (1999), Валерий Самсонов (1999—2001), Елена Минервина (2001—2005), Анастасия Горюнова (2002—2004), Наталья Киселёва (2005), режиссёры Валерий Удовыдченков, Ольга Федосеева, Андрей Дутов, операторы Сергей Комаров, Юрий Гончар, Владимир Шевалев, Светлана Кругликова, ассистенты режиссёра Эльвира Волкова (1997—2005), Сергей Лучишин (1997), Эка Иванова (1997—1998), Денис Пиманов (1998—1999, сын известного телеведущего Алексея Пиманова), Елена Минервина (1999—2004), Георгий Балоянц (2004), музыкальные редакторы Александр Курчук, Нина Микеладзе и другие. Ведущими были Павел Веденяпин и Юрий Краузе (поочерёдно), с 2003 года в большинстве серий ведущего не было. Продюсер — Алексей Пиманов.
Всего же творческой группой Микеладзе в рамках цикла «Документальный детектив» было выпущено и показано в эфире более 130 фильмов.

### Творческая группа Ирины Черновой
С 2001 года, параллельно с творческой группой Вахтанга Микеладзе в проекте работали журналистка Ирина Чернова, а также ученик Вахтанга Микеладзе и сын Алексея Пиманова Денис Пиманов. Ряд сюжетов этой творческой группы был посвящён проблемам наркомании, финансовых пирамид и коррупции в России. Среди показанных в эфире работ — «Последний полет Летучего голландца», «Разгром Бауманской преступной группировки», «Дуэль на северном Клондайке», «Оборотни», «Вьетнамское подполье Москвы» (финалист ТЭФИ-2002) и др. Всего же Ириной Черновой и Денисом Пимановым в рамках цикла было создано и показано 18 фильмов.

### Творческая группа Наталии Метлиной
Также в работе над фильмами из цикла «Документальный детектив» принимала участие Наталия Метлина. Один из её фильмов, «Москва. Погром 9 июня 2002 года» (о беспорядках на Манежной площади в Москве после поражения сборной России по футболу в матче с Японией на Чемпионате мира-2002) был показан на ОРТ в июне 2002 года. В марте 2003 года ей же был выпущен другой документальный фильм из этой серии — «Приходите меня убивать» (об убийстве Михаила Круга в Твери в июле 2002 года).

### Творческая группа Евгения Латия
В начале 2000-х годов в программе также работал известный российский кинодраматург Евгений Латий. Он принимал участие в создании серий «Тени Шараповского леса», «Горячий север», «Опасен и склонен к побегу», «Осколки красного фонаря».

### Творческая группа Петра Гуленко
Журналист Пётр Гуленко также работал в цикле в начале 2000-х годов. Он был автором и ведущим серий «Суд над призраком», «В тени громких преступлений», «Кто убил Игоря Талькова?», «Иномарки от мёртвых душ».

### Актёры озвучивания
Изначально, с июля 1997 по июль 2002 года дикторский текст в программе озвучивал известный актёр Всеволод Абдулов. Начиная с сентября 2002 года, после смерти Всеволода Абдулова, весь закадровый текст в программе стал озвучивать другой известный актёр — Алексей Борзунов. Он же будет голосом и других последующих программ Микеладзе — «Шпионы и предатели», «Приговорённые пожизненно», «ПЛС».

## Факты
- Режиссёр цикла Вахтанг Микеладзе — лауреат премии ФСБ 2006 года за цикл «Документальный детектив»[39][40][41]. Многие работы цикла в разное время также отмечены призами, грамотами и государственными наградами.

- Фильм «Дневник убийцы. Дело 1996 года» — победитель II межгосударстенного фестиваля «Закон и общество» в номинации «Документальная публицистическая программа. За личный вклад в раскрытие темы»[42].

- Программа неоднократно номинировалась на главную телевизионную премию в области телевещания ТЭФИ. Так, в 1998 году программа выставлялась на ТЭФИ в нескольких номинациях, среди которых — «Телевизионный документальный фильм или сериал», «Режиссёрская работа» (Вахтанг Микеладзе) и «Продюсерская работа» (Алексей Пиманов)[43]. В 1999 году выставлялся фильм Вахтанга Микеладзе из этого цикла «Ошибка Андрея Громыко, или Порывая с Москвой. Дело 1978 года»[43]. Также «Документальный детектив» номинировался на премию ТЭФИ в 2003 году[44].

- В 2002 году на премию ТЭФИ номинировался фильм Дениса Пиманова «Вьетнамское подполье Москвы», показанный в рамках цикла в 2001 году[36][45].

- Цикл фильмов «Документальный детектив» вызвал и большой резонанс у зрителей[46]. Фильмы неоднократно входили в топ-100 самых популярных программ за неделю и в число самых популярных программ «Первого канала»[47][48][49][50][51].

## Детективные истории
С 20 августа 2006 по 24 сентября 2009 года на телеканале «ТВ Центр» выходило продолжение передачи «Документальный детектив» под названием «Детективные истории» (рабочее название — «Криминальный детектив»). Часть выпусков «Детективных историй» создана творческим коллективом Вахтанга Микеладзе.

### О программе
В самом начале сентября 2005 года программа «Документальный детектив» была закрыта на «Первом канале» в связи с изменением его концепции вещания и, как следствие, вещательной сетки, по инициативе Константина Эрнста и продюсера передачи Алексея Пиманова. Об этом Пиманов рассказал в мае 2006 года в одном из интервью:

«Кошмарить людей не вижу смысла. Чисто криминальные программы уже свое отработали. Поэтому Эрнст и закрыл «Документальный детектив», «Криминальную Россию», «Вне закона», а я не стал возражать, потому что тоже считаю: криминалом страну уже перекормили».
Последние фильмы цикла авторства Вахтанга Микеладзе «В мире игр» и «Дом Садыкова» из цикла «Документальный детектив» на «Первом канале» были смонтированы и подготовлены к показу, но в эфир там так и не вышли. Первый упомянутый фильм («В мире игр») был показан в телеэфире для зрителей, не живущих в России, на канале «НТВ Мир» 12 апреля 2009 года, а непосредственно для российских зрителей — 17 января 2010 года на канале «Мир». Второй фильм в телеэфире не был показан нигде, хотя в 2018 году недолгое время был доступен в открытом доступе в интернете (повторно выложен на хостинг в 2020 году). Закадровым голосом оставался Алексей Борзунов, в кадре часто появлялся и Юрий Краузе, а также использовались записи голоса Всеволода Абдулова, вырезанные из более ранних серий. При этом было частично изменено графическое оформление программы — вместо использовавшихся предыдущие 8 лет шрифтов Pragmatica, Baltica, Hermes, Times New Roman, Helios, Arial Narrow, Mistral и ZhikharevCTT все тексты опознания места, лиц и титры стали оформляться шрифтом Arial (он же будет использоваться и в программе «Детективные истории»). Фамилии Пиманова в титрах обоих фильмов среди членов съёмочной группы не было. Также в интернете представлен фильм «След ведёт в Шереметьево» — но без закадрового голоса диктора и в незавершённом виде.
В феврале 2006 года вещание двух из трёх перечисленных программ («Криминальная Россия» и «Вне закона») на «Первом канале» было возобновлено, а в августе, одновременно с ребрендингом телеканала «ТВ Центр», программа «Документальный детектив» переместилась туда. Концепция передачи осталось прежней, изменены только её название, заставка и графическое оформление. Как и прежде, в фильмах рассказывается о резонансных уголовных делах, реально существовавших в милицейской практике с участием реальных следователей и сотрудников спецслужб. Проект являлся одним из рейтинговых на телеканале.
Весь закадровый текст в передаче в большинстве серий читал Сергей Полянский, в некоторых сериях — Алексей Борзунов. Проектом руководил Евгений Латий.
Часть серий («Взрыв на правительственной трассе», «Таблетки смерти», «Лукавая философия убийцы») является продолжением рассмотрения вопросов, поднятых ещё в «Документальном детективе». В ряде фильмов 2008—2009 годов появляются некоторые приговорённые к пожизненному заключению за совершение ряда особо тяжких преступлений, которые согласились давать интервью.
В фильме «Жизнь после приговора» показываются малолетние преступники, осуждённые за убийства, которым создатели серий о приговорённых к пожизненному заключению показывали их и спрашивали, что они думают о своей дальнейшей судьбе.

### Темы некоторых передач
- Станислав и Игорь Тищенко («Расстрел в шашлычной под названием „Пиво“»)
- Дмитрий Вороненко («Приговорить к высшей мере»)
- Олег Рыльков («Исповедь маньяка»)
- Сергей Осипенко («Кровавый след маньяка»)
- Александр Греба («Что скрывает лес»)
- Михаил Устинович («Лукавая философия убийцы»)
- Борис Суров («Собачье сердце»)
- Захват заложников в Орджоникидзе 1 декабря 1988 года и террористический акт в Беслане («Это страшное слово заложник»)[62]
- Раис Алиев («Цена за жизнь — $500 000»)
- Жилой комплекс «Звезда России» («Разорванный контракт»)
- Кирилл Силаев («По следу мобильного телефона»)
- Мурат Зязиков («Взрыв на правительственной трассе»)
- Ртуть («Яд по сходной цене»)
- О задержании в Рязанской области особо опасной банды («Задержание на загородном шоссе», 1 и 2 серии)
- О жестоком убийстве несовершеннолетней девушки в Михайловке; белгородских вымогателях Земцове и Тихомирове; убийствах бомжей подростками в Волгоградской области («Садисты»)
- Колонии для пожизненно заключённых — «Смертная казнь в рассрочку»[63], режиссёр Андрей Дутов, фильм-победитель международного кинофестиваля «Казнить нельзя помиловать! — где вы поставите запятую?».
- Ликвидация каналов поставки наркотиков в Россию («Засекреченный груз», «Криминальный транзит», «Таблетки смерти»)

## Время выхода в эфир
- С 8 июля 1997 по 2 июня 1999 года программа выходила на ОРТ два раза в месяц в понедельник/вторник/среду/четверг поздно вечером в 22:45/23:05/23:40, чаще всего — без повторов[5].
- После реконструкции сетки вещания на ОРТ в 1999 году программа переместилась в прайм-тайм[64]. С 18 июня 1999 по 8 июня 2001 года программа выходила в эфир на ОРТ в пятницу (в случае выпадения на пятницу выходного дня — во вторник, среду или четверг) вечером в 18:55/19:00/19:10/19:40.
- С 19 января 2000 по 13 октября 2003 года выходили также повторы пятничного выпуска в понедельник в 11:20/13:40/14:00/14:30. Затем повторные показы выпусков были приостановлены, потому что для них не нашлось место в эфирной сетке. С 26 января 2004 по 28 января 2005 года программа снова показывалась в повторе утром в один из будничных дней в 11:20.
- С 6 июля 2001 по 3 июня 2005 года программа выходила на ОРТ/Первом канале в пятницу (в случае выпадения на пятницу выходного дня — во вторник, среду или четверг) вечером в 18:10/18:20/18:25/18:30.
- С 16 сентября по 18 октября 2002 года программа выходила по будням вечером в 23:30 с повтором на следующий день в 15:15. Транслировались не только новые выпуски, но и серии прошлых лет. С 30 октября 2002 года вещание программы возобновили по прежнему графику.
- С 16 июля по 1 сентября 2004 года программа выходила в эфир по будням в 16:30 (повторные выпуски).
- С 14 июля по 1 сентября 2005 года программа выходила в эфир в четверг в 18:10[65].
- С 20 августа 2006 по 25 мая 2008 года программа выходила в эфир на телеканале «ТВ Центр» по воскресеньям днём или вечером, с неоднократными повторами по будням в утренней или дневной сетке вещания.
- С сентября 2008 по сентябрь 2009 года программа выходила по будням вечером в 19:50, также с неоднократными повторами по будням в утренней или дневной сетке вещания.

## Последующие передачи
«По законам детектива» — цикл фильмов Вахтанга Микеладзе, выходивший на канале ДТВ в 2006—2007 годах. Цикл включает в себя, в основном, перемонтированные фильмы из цикла «Документальный детектив». Из фильмов были удалены эпизоды, потерявшие актуальность к моменту выхода цикла в эфир, а также некоторые вступительные подводки ведущих. Ранее, в 2003—2004 годах в эфире ДТВ повторялись некоторые выпуски «Документального детектива» начала 2000-х годов без купюр.
«Приговорённые пожизненно» и «Пожизненно лишённые свободы» — циклы фильмов Вахтанга Микеладзе, вышедшие в эфир на телеканале ДТВ в 2008—2010 годах и рассказывавшие о жизни приговорённых к пожизненному лишению свободы в колониях особого режима. Часть серий, например, «Золотые деньки», является повторением некоторых серий «Документального детектива», также работы Микеладзе. Основными объектами большинства серий фильма являются некоторые приговорённые за совершение ряда особо тяжких преступлений, которые согласились давать интервью, однако в нескольких сериях показываются малолетние преступники, осуждённые за убийства, которым создатели серий о приговорённых к пожизненному заключению показывали их и спрашивали, что они думают о своей дальнейшей судьбе. Всего же «Приговорённые пожизненно» насчитывают 40 серий.
«Пожизненно лишённые свободы», являющиеся своеобразным продолжением первой телепередачи, насчитывают 36 серий.